# Боровиков, Юрий Сергеевич
Ю́рий Серге́евич Боровико́в (род. 29 июля 1978, Усть-Каменогорск , Восточно-Казахстанская область, СССР) — доктор технических наук, профессор, ректор Новгородского государственного университета имени Ярослава Мудрого. Лауреат премии Правительства Российской Федерации в области науки и техники для молодых ученых.

## Биография
- В 1995 г. с отличием окончил среднюю школу им. Д. М. Карбышева в Восточно-Казахстанской области.
- В 2000 г. с отличием окончил Томский политехнический университет по специальности «Электропривод и автоматика промышленных установок и технологических комплексов»[2].
- С января по май 2000 г. — техник кафедры электропривода и автоматизации промышленных установок Томского политехнического университета.
- В июле 2000 — декабре 2002 г. — ассистент кафедры электропривода и автоматизации промышленных установок Томского политехнического университета (аспирант Томского политехнического университета).
- В 2001 г. получил диплом с отличием Томского политехнического университета по специальности «Экономика и управление на предприятии».
- В январе — сентябре 2002 г. — ведущий специалист Информационно-аналитического центра Томского политехнического университета (ассистент Томского политехнического университета).
- В сентябре 2002 — июле 2004 г. — помощник первого проректора Томского политехнического университета (ассистент Томского политехнического университета).
- В июле 2004 — августе 2006 г. — начальник отдела развития персонала и кадрового резерва Томского политехнического университета (доцент Томского политехнического университета).
- В августе 2006 — апреле 2008 г. — заместитель директора Информационно-аналитического центра Томского политехнического университета (доцент Томского политехнического университета).
- В апреле 2008 — сентябре 2015 г. — заведующий кафедрой электроэнергетических систем Томского политехнического университета.
- В июне 2010 — августе 2014 г. — проректор-директор Энергетического института Томского политехнического университета.
- В сентябре 2014 — ноябре 2017 г. — проректор по образовательной деятельности, профессор Томского политехнического университета.
- В ноябре 2017 — июне 2022 г. — исполняющий обязанности ректора, с июня 2022 г. — ректор Новгородского государственного университета имени Ярослава Мудрого[3].

## Научная деятельность
С 2000 по 2003 г. обучался в аспирантуре ТПУ по специальности «Электромеханика и электрические аппараты» под научным руководством профессоров Р. Ф. Бекишева и С. И. Качина. В 2003 г. защитил кандидатскую диссертацию на тему «Программно-аппаратные средства оценки коммутационной напряженности коллекторных электрических машин». В 2008 г. присвоено ученое звание доцента. В 2014 г. защитил докторскую диссертацию «Мультипроцессорная моделирующая система реального времени электроэнергетических систем с активно-адаптивными сетями» (научный консультант — профессор А. С. Гусев). В 2015 г. присвоено ученое звание профессора. Подготовил четырёх кандидатов технических наук. Область научных интересов — моделирование электроэнергетических систем. Автор и соавтор более 200 научных и учебно-методических работ, в том числе 7 учебных пособий и 13 патентов на изобретения.

## Профессиональные членства
- Член Президиума Российского Национального Комитета CIGRE — Международного Совета по большим электрическим системам высокого напряжения (РНК СИГРЭ)[8].
- Председатель Совета Новгородского регионального отделения Общероссийской общественно-государственной просветительской организации «Российское общество «Знание»[9].

## Санкции
6 марта 2022 года после вторжения России на Украину подписал письмо в поддержу российской агрессии. С 9 июня 2022 года находится под персональными санкциями Украины за поддержку войны. Также был внесён ФБК в список коррупционеров и разжигателей войны за поддержку нападения на Украину, 16 марта 2022 года форумом свободной России внесён в санкционный «Список Путина» с предложением введения против него международных санкций.

## Политическая деятельность
В 2017—2020 гг. депутат Думы Томска VI созыва по вузовскому одномандатному округу № 2, 2020-2021 гг. депутат Новгородской областной думы VI созыва от партии «Единая Россия» по одномандатному округу № 9.
В 2024 году был доверенным лицом кандидата в президенты России Владимира Путина.

## Награды
- 2016 — Почетное звание «Почетный работник высшего профессионального образования Российской Федерации».
- 2017 — Премия Правительства Российской Федерации в области науки и техники — научных руководителей авторского коллектива (2017)[1].
- 2023 — Медаль ордена «За заслуги перед Отечеством» II степени (8 ноября 2023 года) — за заслуги в научно-педагогической деятельности, подготовке квалифицированных специалистов и многолетнюю добросовестную работу[16].
- 2024 — Благодарность президента Российской Федерации
- 2025 — Медаль ордена «За заслуги перед Отечеством» I степени